# Steve Mix
Steven Charles Mix, né le 30 décembre 1947 à Toledo, Ohio, est un ancien joueur américain de basket-ball de NBA. Évoluant au poste d'ailier, il connut une carrière de 15 années de 1969 à 1972 et de 1974 à 1983. Il joua pour les Pistons de Détroit, les 76ers de Philadelphie, les Bucks de Milwaukee et les Lakers de Los Angeles en NBA et pour les Nuggets de Denver en ABA.
Il évolua à "Rogers High School" à Toledo, Ohio et à l'université de Toledo.